# Atlantik 488
| Serie Fabriktrawler Typ Atlantik 488     | Serie Fabriktrawler Typ Atlantik 488                               |
| ---------------------------------------- | ------------------------------------------------------------------ |
| Simonas Daukantas vor Gran Canaria, 2023 |                                                                    |
| Technische Daten (Überblick)             |                                                                    |
| Werft:                                   | Volkswerft Stralsund                                               |
| Vermessung:                              | 7656 GT / 2297 NRT                                                 |
| Tragfähigkeit:                           | 3312 t                                                             |
| Länge über Alles:                        | 120,70 m                                                           |
| Länge zwischen den Loten:                | 107,09 m                                                           |
| Breite:                                  | 19,00 m                                                            |
| Seitenhöhe:                              | 12,22 m                                                            |
| Tiefgang:                                | 6,40 m                                                             |
| Antrieb:                                 | 2 × Dieselmotor Typ 6 VDS 48/42 AL-2 SKL auf 1 × Verstellpropeller |
| Gesamtleistung:                          | 5.296 kW                                                           |
| Geschwindigkeit:                         | 15 Knoten                                                          |
| Besatzung:                               | 115–122                                                            |

Die Serie Atlantik 488 ist eine Baureihe von Fang- und Verarbeitungsschiffen der Volkswerft Stralsund. Die auch als Atlantik-Fabriktrawler bezeichnete Baureihe war die letzte Serie von Fischereischiffen, die auf der Volkswerft auf Kiel gelegt wurde.

## Geschichte
Der Stapellauf des Typschiffes Moonsund erfolgte am 30. April 1985, es wurde am 2. Juli 1986 dem staatlichen estnischen Fischereiunternehmen Estrybprom übergeben. Bis 1993 wurden 37 Fabriktrawler ausgeliefert. Der Bau weiterer Schiffe wurde wegen der Zahlungsunfähigkeit der Nachfolger der sowjetischen Auftraggeber abgebrochen.

## Technik

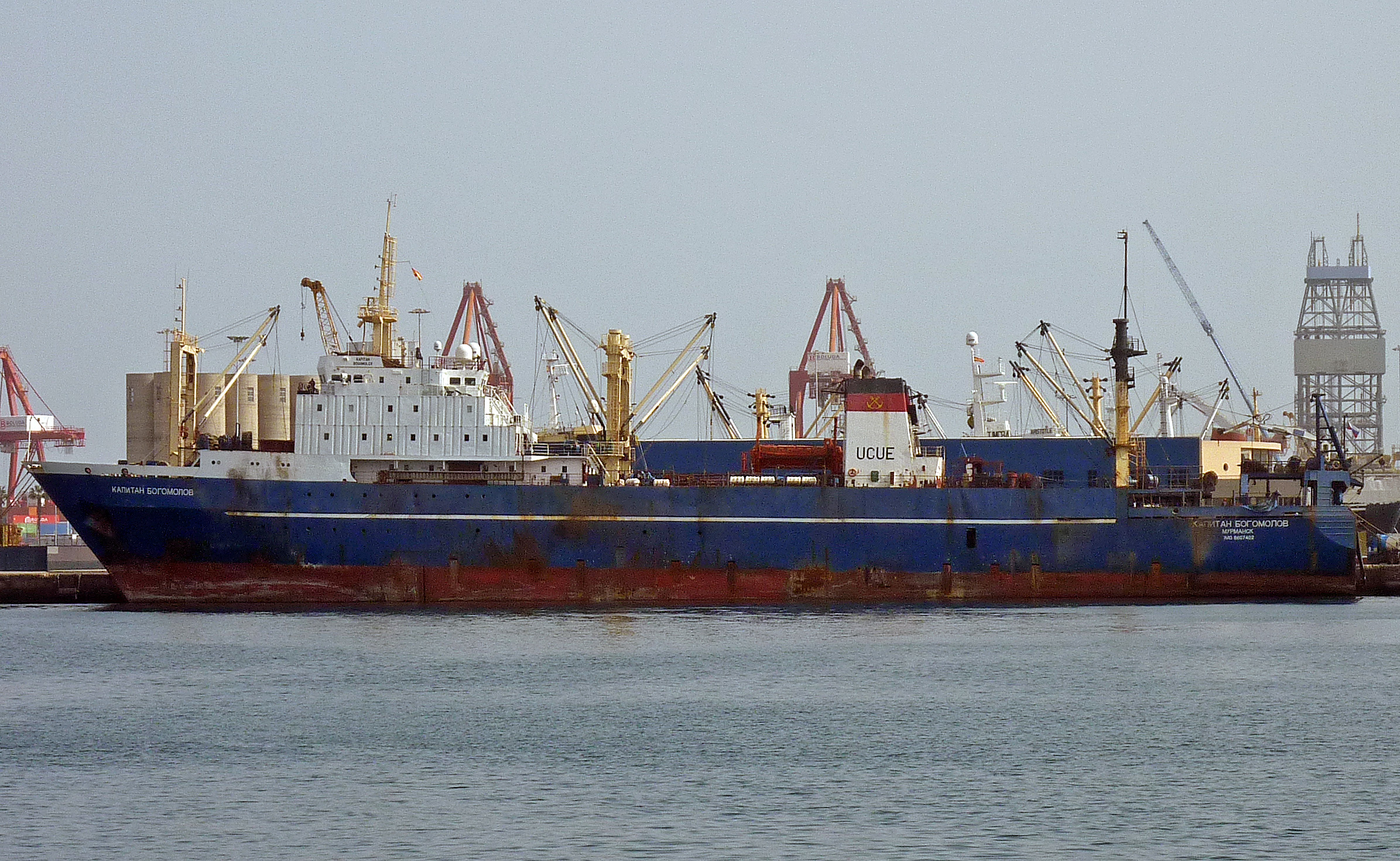
Die 1993 gebaute Kapitan Bogomolov (Baunr. 831)

Die Serie Atlantik 488 wurde für einen autonomen Einsatz von etwa 100 Tagen konzipiert. Beim Einsatz in der Flottillenfischerei ist sie für unbegrenzte Fahrt bei Austausch von Ladung, Vorräten und Ausrüstung auf See ausgelegt. 
Laderaum und Fischölbunker fassen zusammen etwa 3900 Kubikmeter. Zwei Kühlräume mit circa 2670 Kubikmeter Rauminhalt dienen zur Lagerung der Fracht bei −28 °C. Zwei Gefrieranlagen sind für 60 Tonnen in 24 Stunden ausgelegt. Eine Leberölanlage kann 200 Kilogramm Öl in der Stunde produzieren. Die Kapazität der Fischkonservenproduktionslinie beträgt 26.000 Dosen pro Tag.
Zwei Dieselmotoren mit zusammen 5296 Kilowatt Leistung treiben über Schaltkupplung und Untersetzungsgetriebe einen Verstellpropeller. Die Dienstgeschwindigkeit beträgt etwa 15 Knoten, die Schleppgeschwindigkeit bei 294 Kilonewton Trossenzug beträgt 5,5 Knoten.